# Antonio Calebotta
Antonio Calebotta, né le 30 juin 1930, à Split, au royaume de Yougoslavie et décédé le 23 mars 2002, à Bentivoglio, en Italie, est un ancien joueur italien de basket-ball. Il évolue au poste de pivot.

## Palmarès
- Champion d'Italie 1955, 1956